# Trix Heberlein
Trix Heberlein, née le 17 juillet 1942 à Saint-Gall (originaire de Wattwil et de Zumikon), est une avocate et personnalité politique suisse, membre du Parti radical-démocratique.
Elle est membre du Conseil national de 1991 à 2003, puis du Conseil des États jusqu'à fin 2007. Elle préside le Conseil national en 1999.

## Biographie
Trix Heberlein naît le 17 juillet 1942 à Saint-Gall. Elle est originaire à sa naissance de Wattwil, dans le même canton, puis également de Zumikon, dans le canton de Zurich. Ses parents travaillent dans le domaine du commerce de combustible. Elle est l'aînée de quatre enfants et perd sa mère, qui fait une chute mortelle à la montagne, à l'âge de 21 ans.
Elle grandit à Teufen, en Appenzell Rhodes-Extérieures. Après le gymnase à Saint-Gall, elle fait des études de droit à l'Université de Zurich et obtient sa licence en 1965. Elle est la première femme à passer l'examen d'avocat dans le canton d'Appenzell, mais elle n'exerce le métier de juriste qu'un an, au tribunal de Trogen, jusqu'à la naissance son premier enfant.
Elle est mariée depuis 1967 à Robert Heberlein, lointain parent d'Elisabeth Kopp, également avocat et président du conseil d'administration de l'ancienne plus grande entreprise du Toggenburg (fermée en 2001), la teinturerie et usine de produits chimiques Heberlein fondée par sa famille,. Ils ont deux enfants.

## Parcours politique
Elle fait du bénévolat pour des consultations juridiques dans les organisations féminines à partir du début des années 1970.
Elle adhère au Parti radical-démocratique (PRD) en 1978 et siège au Conseil cantonal de Zurich du 30 avril 1979 au 8 juillet 1991.
Elle est par ailleurs membre du Conseil communal (exécutif) de Zumikon, une des communes les plus riches de Suisse, de 1985 à 1994, où elle est chargée des questions de santé et d'aide sociale,. Élue en décembre 1984 par 833 voix contre 732 à son adversaire soutenu par les autres partis, elle y succède à Elisabeth Kopp.
Elle accède au Conseil national le 13 mars 1991, à la suite du décès de Richard Reich. Elle y siège jusqu'en 30 novembre 2003 et y est membre de la Commission de la sécurité sociale et de la santé publique (CSSS), de la Commission des institutions politiques (CIP) jusqu'en mars 1998 et de Commission de la science, de l'éducation et de la culture (CSEC) à partir de décembre 1999.
Elle préside le Conseil national de fin 1998 à fin 1999. Elle est la cinquième femme à accéder à ce poste et la première du PRD.
Elle est favorite fin 2002 pour succéder à Gerold Bührer à la tête du PRD, mais les délégués du parti lui préfèrent Christiane Langenberger par 181 voix contre 165 lors de l'assemblée qui se tient le 11 janvier 2003.
Elle succède fin 2003 à Vreni Spoerry au Conseil des États, sur un ticket commun avec l'UDC Hans Hofmann (de). Elle y siège au sein de la CIP, qu'elle préside de fin 2005 à fin 2007, de la CSSS et de la Commission de la politique de sécurité (CPS).
Elle annonce en décembre 2006 se retirer de la vie politique à la fin de son mandat au Conseil des États.

### Positionnement politique
Un portrait paru en 2002 dans L'Agefi la dit réputée « résolument proche de l'aile libérale » de son parti. Elle déclare elle-même dans un entretien en 2017 avoir adhéré au PRD en raison de son positionnement libéral.
Selon un bilan de sa carrière politique paru fin 2007 dans le Tages-Anzeiger, elle se distingue essentiellement dans le domaine de la politique sanitaire : elle contribue fortement à l'adoption par le peuple de la loi fédérale sur l'assurance-maladie et porte largement au parlement la législation sur la transplantation. Elle se fait aussi remarquer dans les domaines de l'asile et des étrangers et montre une certaine sensibilité pour les questions environnementales. Sa passion pour le ski l'amène enfin à toucher au domaine du sport.

### Autres mandats
Elle siège au sein du comité de banque de la Banque nationale suisse et du conseil central de la Société suisse de radiodiffusion et télévision.
Elle préside par ailleurs l'association faîtière des hôpitaux suisses H+ de 1990 à 1998 et la fondation Swisstransplant (de) de fin 1998 à fin 2013.